# Перванэогуллары
Перванэогуллары (осман. پروانه اوغللری‎, тур. Pervâneoğulları) — анатолийский бейлик со столицей в Синопе, существовавший в 1277—1322 годах.
Бейлик был основан на землях, отвоёванных у Трапезундской империи визирем Мюинеддином Сулейманом Перванэ и управлялся его потомками. Бейлик прекратил существование, поскольку последний правитель, Гази Челеби, не имел наследников. Он признал суверенитет Джандарогуллары, чтобы после его смерти территории бейлика не достались грекам Трапезунда или генуэзцам.

## История

### Основание бейлика
Синоп, важный для торговли морской порт, принадлежавший Трапезундской империи, в 1214 году был завоёван сельджукским султаном Иззеддином I Кей-Кавусом. В 1259 году город был отвоёван трапезундским императором Мануилом I. Атабек и визирь султана Кылыч-Арслана IV Мюинеддин Сулейман Перванэ осадил Синоп и захватил его после года осады в 1265 году (хотя Ибн Биби и писал, что осада длилась два года, но он преувеличивал). Завоевание Синопа вызвало ухудшение отношений между султаном Кылыч-Арсланом IV и Сулейманом Перванэ. Султан обвинял визиря в использовании армии государства для личных интересов. В результате этого инцидента Сулейман Перванэ оговорил султана перед монголами и устранил его. После этого он добился того, чтобы Синоп с окрестностями были отданы ему как икта. Поскольку Мюинеддин Сулейман должен был находиться в Конье, он отправил в Синоп своего сына, Мехмеда. В 1276/77 году Перванэ тайно договорился с мамлюкским султаном Бейбарсом, который напал на Эльбистан и Конью. По какой-то причине от Кайсери Бейбарс ушёл с войсками, уведя пленником сына Перванэ, Али. Возможно, Бейбарс заболел, поскольку летом он умер. После этого предательства разгневанный Абака-хан казнил Перванэ.

Рейд Мехмеда

После казни отца Мехмед отделился от сельджукского государства, и монголы не нападали на него. Во время смуты в государстве ильханов и борьбы Газан-хана и Байду-хана в 1295 году Мехмед перебрался в Кастамону. Многие ветераны, служившие с Сулейманом Перване перешли на службу к Мехмеду. Он набрал сил и получил большую власть. Аксараи (ум. 1332/33) писал, что Мехмед оказался под влиянием «злонамеренных людей» рядом с ним и начал взимать высокие налоги на своих землях. Затем Мехмед разграбил Чанкыры и Конью. Мустевфи Асылюддин и Туграчи Музафферуддин попытались упрекнуть его, но Мехмед не прислушался к ним. Назначив в Конье управляющего, он направился в Кастамону, разграбив по пути Сеферихисар. Наконец, Мехмед бей умер в Конье в 1296 году.

### Расцвет и конец бейлика
Его сменил Масуд. Согласно записи Бедреддина аль-Айни, Мюхеззебуддин Масуд был сыном не Мехмеда, а Мюхеззебуддина Али, брата Мехмеда. Мюхеззебуддин Али, названный в честь отца Перванэ, сельджукского визиря, тоже служил сельджукам. Он был опекуном Кей-Хосрова и наибом Кайсери, и попал к мамлюкам в 1277 году. Согласно Айни, Сулейман Перване, поняв, что он будет казнён, отправил известному суфию Фахреддину-и Ираки сумку с драгоценными камнями для выкупа своего сына Мюхеззебуддина Али, находившегося в плену у мамлюкского султана Байбарса. После казни Перванэ Фахреддин бежал в Синоп, а оттуда добрался в Египет, передал камни султану, и сын Перванэ Али был спасён.
|  |  |  |  |  |  |                                       |                                       |                                       |                                       | Мюхеззебуддин Али сельджукский визирь          |                                       |  |  |                  |                  |                  |                  |                  |                  |  |  |  |  |  |  |  |  |  |  |
|  |  |  |  |  |  |                                       |                                       |                                       |                                       |                                                |                                       |  |  |                  |                  |                  |                  |                  |                  |  |  |  |  |  |  |  |  |  |  |
|  |  |  |  |  |  |                                       |                                       |                                       |                                       | Муинеддин Сулейман Перванэ сельджукский визирь |                                       |  |  |                  |                  |                  |                  |                  |                  |  |  |  |  |  |  |  |  |  |  |
|  |  |  |  |  |  |                                       |                                       |                                       |                                       |                                                |                                       |  |  |                  |                  |                  |                  |                  |                  |  |  |  |  |  |  |  |  |  |  |
|  |  |  |  |  |  |                                       |                                       |                                       |                                       |                                                |                                       |  |  |                  |                  |                  |                  |                  |                  |  |  |  |  |  |  |  |  |  |  |
|  |  |  |  |  |  | Мюхеззебуддин Али сельджукский визирь | Мюхеззебуддин Али сельджукский визирь | Мюхеззебуддин Али сельджукский визирь | Мюхеззебуддин Али сельджукский визирь | Мюхеззебуддин Али сельджукский визирь          | Мюхеззебуддин Али сельджукский визирь |  |  | Муинеддин Мехмед | Муинеддин Мехмед | Муинеддин Мехмед | Муинеддин Мехмед | Муинеддин Мехмед | Муинеддин Мехмед |  |  |  |  |  |  |  |  |  |  |
|  |  |  |  |  |  | Мюхеззебуддин Али сельджукский визирь | Мюхеззебуддин Али сельджукский визирь | Мюхеззебуддин Али сельджукский визирь | Мюхеззебуддин Али сельджукский визирь | Мюхеззебуддин Али сельджукский визирь          | Мюхеззебуддин Али сельджукский визирь |  |  | Муинеддин Мехмед | Муинеддин Мехмед | Муинеддин Мехмед | Муинеддин Мехмед | Муинеддин Мехмед | Муинеддин Мехмед |  |  |  |  |  |  |  |  |  |  |
|  |  |  |  |  |  | Мюхеззебуддин Масуд                   |                                       |                                       |                                       |                                                |                                       |  |  |                  |                  |                  |                  |                  |                  |  |  |  |  |  |  |  |  |  |  |
|  |  |  |  |  |  |                                       |                                       |                                       |                                       |                                                |                                       |  |  |                  |                  |                  |                  |                  |                  |  |  |  |  |  |  |  |  |  |  |
|  |  |  |  |  |  | Гази Челеби                           |                                       |                                       |                                       |                                                |                                       |  |  |                  |                  |                  |                  |                  |                  |  |  |  |  |  |  |  |  |  |  |
|  |  |  |  |  |  |                                       |                                       |                                       |                                       |                                                |                                       |  |  |                  |                  |                  |                  |                  |                  |  |  |  |  |  |  |  |  |  |  |
|  |  |  |  |  |  | Дочь                                  |                                       |                                       |                                       |                                                |                                       |  |  |                  |                  |                  |                  |                  |                  |  |  |  |  |  |  |  |  |  |  |

Масуд расширил границы эмирата, захватив Бафру и Самсун. В 1298 году в порт Синопа зашли генуэзские корабли. Казалось, что это торговые суда, моряки сходили на землю и делали покупки, однако это было ловушкой. 1000 генуэзских солдат внезапно захватили Масуда увезли на корабле. По рассказу Аксараи, Масуд выкупил себя за 900 000 дирхамов. Чтобы укрепить своё положение Масуд женился на дочери Мюджируддина Эмиршаха (высокопоставленного чиновника ильханов) и установил дружественные отношения с монгольской администрацией. Масуд умер в 1300 году в Синопе. Его сменил сын Гази Челеби (Залаби в генуэзских источниках).
Гази Челеби называли храбрым человеком. Он имел флот и успешно воевал с императором Трапезунда и генуэзцами. У Гази Челеби не было сына. Согласно аль-Умари, он решил признать суверенитет соседнего правителя, Сулеймана Джандарида, в последние годы своей жизни, чтобы обеспечить безопасность земель. В 1322 году правитель Гази Челеби, потреблявший гашиш в больших количествах, умер, ударившись головой о дерево во время охоты. Некоторое время Синоп назывался Хатун-или потому что после смерти Гази Челеби Синопом некоторое время управляла его дочь, а затем Синоп был присоединён к бейлику Джандаридов. Управлять Синопом Сулейман назначил своего сына, Ибрагима. Гази Челеби захоронен в Синопе, в медресе прадеда, Мюинеддина Сулеймана. Согласно «Сельджукнаме» Языджизаде, один из сипахов Синопа утопил дочь Гази, чтобы захватить Синоп, и тогда Ибрагим вторгся в Синоп.
По другим данным Гази Челеби был жив в 1324 году, когда в Синопе были захвачены генуэзские моряки. Сторонники этой версии датировали смерть Гази и конец существования бейлика Перванэогуллары примерно 1330 годом.

## Список правителей
- Муинеддин Мехмед (1277—1296)
- Мюхеззебуддин Масуд (1296—1300)
- Гази Челеби (1300—1322/24/30)

## Население
В основном о населении бейлика данные получены от Ибн Баттуты, посетившего регион вскоре, после перехода земель Перванэогуллары к Джандарогуллары. По словам путешественника в Синопе было много жителей. Большинство жителей Синопа и окрестностей — мусульмане. Тем не менее в городе проживали и греки. Было примерно одиннадцать греческих деревень у Синопа, жители которых по словам Ибн Баттуты мирно жили под властью мусульман. Известно о существовании в бейлике незначительного количества католиков. В период Перванеогуллары общая численность населения провинции была около пяти тысяч человек.

## Экономика
Землепользование в бейлике было таким же, как и в других бейликах и основывалось на икта, мюльках и вакуфах. Крестьяне возделывали землю, предоставленную им, но принадлежащую государству.
Синоп и Самсун были крупными торговыми центрами. Через них пролегали торговые пути. В Синопе существовала большая генуэзская колония торговцев. В бейлике выращивали пшеницу, рис и фундук. Высокие налоги, выплачиваемые монголам, мешали экономическому развитию региона. Оживление экономики произошло при Масуде, урегулировавшем отношения с монголами.

## Культура
Правители поддерживали учёных, они были освобождены от налогов. Для обучения студентов были построены медресе и библиотеки. По словам Ибн Биби, Мюинеддин Сулейман Перванэ часто встречался с суфиями. Он был халифе (учеником) знаменитого суфия Ибн Араби, а также учеником его пасынка Садреддина Коневи и дружил с Фахреддином-и Ираки.